# Andrew Sachs
Andrew Sachs (født 7. april 1930 i Berlin, død 23. november 2016 i London) var en tysk-britisk skuespiller, han er bedst kendt for sin rolle som Manuel i Halløj på badehotellet.
Sachs blev født i Berlin, men familien flygtede til England da han var otte år gammel for at flygte fra nazisternes forfølgelse af jøderne.

## Eksterne links
- Andrew Sachs på Internet Movie Database (engelsk)
- Andrew Sachs på Svensk Filmdatabas (svensk)
- Andrew Sachs på AlloCiné (fransk)
- Andrew Sachs på AllMovie (engelsk)
- Andrew Sachs på Rotten Tomatoes (engelsk)
- Andrew Sachs på The Movie Database (engelsk)
- Andrew Sachs på Behind The Voice Actors (engelsk)